# Claire Williams
Claire Harris OBE, mais conhecida pelo seu nome de batismo Claire Williams (Windsor, 21 de julho de 1976), é uma cientista política que foi vice-diretora da equipe de Fórmula 1 da Williams entre 2013 e 2020.
Claire Williams nasceu em 1976 em Windsor, Berkshire, Inglaterra. Ela é filha dos falecidos Sir Frank Williams e Virgínia Lady Williams. Ela formou-se na Universidade de Newcastle em 1999 com um diploma em ciência política.